# Danza grottesca

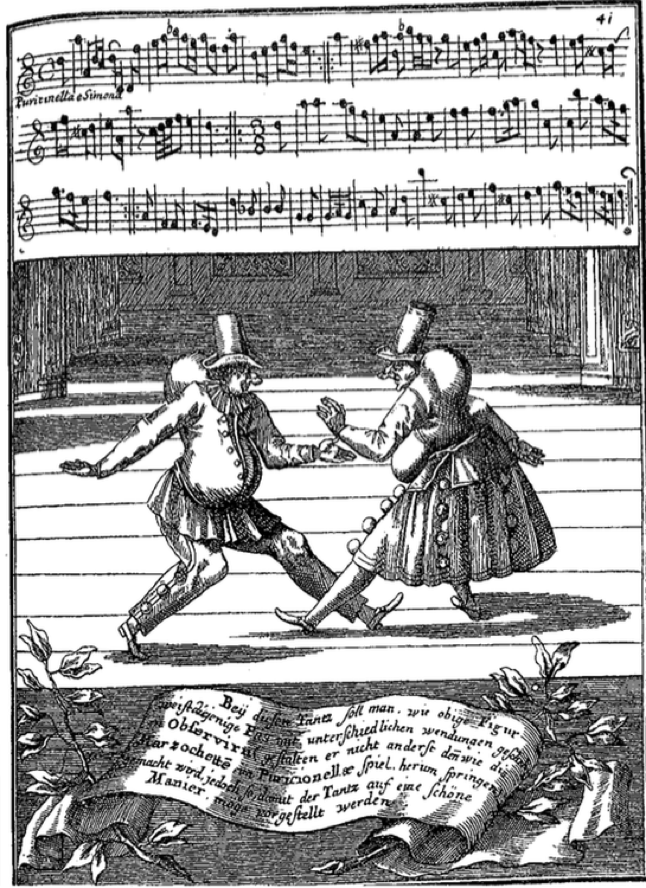
Danzatori grotteschi - Targa dalla Nuova e curiosa scuola di danza teatrale di Gregorio Lambranzi (Norimberga, 1716)

La danza grottesca (francese: danse grotesque; inglese: grotesque dance) è una categoria di danza teatrale che si è differenziata più chiaramente nel XVIII secolo e fu incorporata nel balletto, sebbene avesse le sue radici nei secoli precedenti. Al contrario della danse noble o "danza nobile" eseguita nelle corti reali che enfatizzava la bellezza del movimento e temi nobili, le danze grottesche erano comiche o spensierate e create per buffoni e personaggi della commedia dell'arte per divertire e intrattenere spettatori o mecenati. Nei secoli XVI e XVII le danze grottesche venivano spesso presentate come anti masque, eseguite in mezzo agli atti di spettacoli di corte più seri. Allo stesso modo, il ballet a entrées del XVII secolo (una serie di tableaux liberamente collegati piuttosto che una narrazione drammatica continua) a volte conteneva sequenze grottesche, in particolare quelle ideate dal Duca di Nemours per la corte di Luigi XIII.
Alcuni degli artisti grotteschi erano fisicamente deformi, ma la tradizione italiana del ballo grottesco, rappresentata dal ballerino e coreografo Gennaro Magri, la cui carriera era al culmine negli anni '60 dell'Ottocento, comportava un alto grado di virtuosismo e atletismo. I balletti che contengono danze grottesche o che consistono unicamente in danze grottesche comprendono Le jaloux trompé di Campra e Daphnis et Chloé di Ravel (la danza di Dorcon nella prima parte). Danzatori che eccellevano nel genere grottesco oltre a Magri erano Margrethe Schall e John D'Auban.

## IGrotteschidi Magri
Il trattato di Gennaro Magri del 1779, Trattato teorico-prattico di ballo, una delle pubblicazioni più importanti sulla tecnica della danza del XVIII secolo, offre una rara visione dello stile grottesco della danza teatrale. Uno dei risultati del trattato di Magri è che esso propone le argomentazioni per mettere i ballerini grotteschi sullo stesso livello di apprezzamento dei ballerini seri. Secondo Magri, le posizioni false (girate all'interno) o spagnole (neutre nella girata) erano più spesso usate dai ballerini grotteschi, in contrapposizione alle posizioni girate in fuori (En dehors) regolari francesi. Magri rivendica le piroette su un piede, girando per il maggior numero di giri possibile, come parte del repertorio dei grotteschi, mentre le piroette su due piedi erano per dilettanti. Collega anche il vocabolario della danza dei grotteschi con le cabrioles. Un interessante passo aereo di questo tipo, il salto dell'impiccato richiede una grande elevazione per creare contrasto tra il tronco e le braccia che cadono e poi un atterraggio di un piede con la seconda gamba staccata nell'aria tanto il più possibile. Magri attribuisce al repertorio di movimenti dei grotteschi i passi avvolgenti, i passi a molle, i passi con girate multiple e passaggi aerei che si intrecciano e battono le gambe. Fa tuttavia notare che non sono questi passi che fanno i ballerini grotteschi, ma piuttosto il corpo come un "vortice di forza" che articola i principi cinetici per portare l'energia nel movimento fisico in modo controllato e concentrato. I corpi grotteschi sono corpi che costantemente si concentrano e rilasciano energia come parte caratteristica della loro attività.